# Associazione Femminile Dilettantistica Grifo Perugia 2014-2015
Questa pagina raccoglie i dati riguardanti  l’Associazione Femminile Dilettantistica Grifo Perugia nelle competizioni ufficiali della stagione 2014-2015.

## Rosa
Rosa aggiornata alla fine del campionato.
| N. |                    | Ruolo | Calciatrice           |
| -- | ------------------ | ----- | --------------------- |
|    | Italia (bandiera)  | P     | Francesca Cucchiarini |
|    | Italia (bandiera)  | P     | Miriam Marroccoli     |
|    | Italia (bandiera)  | P     | Elisa Monsignori      |
|    | Italia (bandiera)  | D     | Benedetta Alessi      |
|    | Italia (bandiera)  | D     | Lucia Bianchi         |
|    | Italia (bandiera)  | D     | Martina Bordellini    |
|    | Albania (bandiera) | D     | Serina Bylykbashi     |
|    | Italia (bandiera)  | D     | Erika Cianci          |
|    | Italia (bandiera)  | D     | Alessandra Ferretti   |
|    | Italia (bandiera)  | D     | Noemi Monetini        |
|    | Italia (bandiera)  | D     | Timo Rangana          |
|    | Italia (bandiera)  | D     | Nicole Ricci          |
|    | Italia (bandiera)  | D     | Martina Rosmini       |
|    | Italia (bandiera)  | D     | Carlotta Saravalle    |
|    | Italia (bandiera)  | D     | Elena Vinciarelli     |

| N. |                            | Ruolo | Calciatrice          |
| -- | -------------------------- | ----- | -------------------- |
|    | Italia (bandiera)          | C     | Valentina Brozzetti  |
|    | Italia (bandiera)          | C     | Corinna Fiorucci     |
|    | Italia (bandiera)          | C     | Claraluna Fortunati  |
|    | Italia (bandiera)          | C     | Federica Giovannucci |
|    | Giappone (bandiera)        | C     | Kiyoko Hashimoto     |
|    | Italia (bandiera)          | C     | Eleonora Mariotti    |
|    | Rep. Dominicana (bandiera) | C     | Lucia Denny Montero  |
|    | Italia (bandiera)          | C     | Elisa Narcisi        |
|    | Italia (bandiera)          | C     | Romina Natalizi      |
|    | Italia (bandiera)          | C     | Silvia Spapperi      |
|    | Italia (bandiera)          | A     | Laura Ceccarelli     |
|    | Italia (bandiera)          | A     | Giulia Fiorucci      |
|    | Italia (bandiera)          | A     | Arianna Franciosa    |
|    | Italia (bandiera)          | A     | Gloria Marinelli     |
|    | Italia (bandiera)          | A     | Sofia Pellegrino     |

## Calciomercato

### Sessione estiva
| Acquisti | Acquisti | Acquisti | Acquisti |
| R.       | Nome     | da       | Modalità |
| -------- | -------- | -------- | -------- |
|          |          |          |          |

| Cessioni | Cessioni | Cessioni | Cessioni |
| R.       | Nome     | a        | Modalità |
| -------- | -------- | -------- | -------- |
|          |          |          |          |

## Risultati

### Serie B

#### Girone di andata
| Arbitro: | Francesco Alberti (Imola) |

|              |           |                                |
| Andreasi 62’ | Marcatori | 13’ C. Fiorucci 90’ Pellegrino |

| Arbitro: | Filippo Giaccaglia (Jesi) |

|                |           |  |
| Bordellini 35’ | Marcatori |  |

| Arbitro: | Mauro Bracconi (Brescia) |

|                                   |           |               |
| Pizzeghello 61’ Sarain 87’ (rig.) | Marcatori | 74’ Marinelli |

| Arbitro: | Matteo Centi (Viterbo) |

|                                          |           |                            |
| Bylykbashi 4’ Saravalle 67’ Spapperi 85’ | Marcatori | 68’ Filippi 90+3’ Li Calzi |

| Arbitro: | Marco Acampora (Schio) |

|  |           |               |
|  | Marcatori | 65’ Marinelli |

| Santa Sabina, Perugia 9 novembre 2014, ore 14:30 CET 6ª giornata | Grifo Perugia              | 0 – 0 referto | Vittorio Veneto | Stadio comunale Flavio Mariotti\| Arbitro: \| Daniele De Tommaso (Rieti) \| |
| Arbitro:                                                         | Daniele De Tommaso (Rieti) |               |                 |                                                                             |

| Marcon 16 novembre 2014, ore 14:30 CET 7ª giornata | Marcon                     | 0 – 0 referto | Grifo Perugia | Stadio comunale\| Arbitro: \| Francesco Ferro (Latisana) \| |
| Arbitro:                                           | Francesco Ferro (Latisana) |               |               |                                                             |

| Arbitro: | Costin Spataru (Siena) |

|                        |           |  |
| C. Fiorucci 58’ (rig.) | Marcatori |  |

| Arbitro: | Marco Monaldi (Macerata) |

|                |           |  |
| Costantini 77’ | Marcatori |  |

| Arbitro: | Matteo Grassi (Arezzo) |

|                                                                                      |           |  |
| Brozzetti 29’ Saravalle 42’ G. Fiorucci 53’, 68’ Narcisi 65’ Marinelli 72’, 88’, 89’ | Marcatori |  |

| Arbitro: | Jacopo Bertini (Lucca) |

|                  |           |                           |
| Goldoni 61’, 80’ | Marcatori | 56’ Saravalle 65’ Montero |

| Arbitro: | Tommaso Impenna (Rieti) |

|                                                |           |  |
| Marinelli 2’, 29’ Saravalle 81’ Natalizi 90+2’ | Marcatori |  |

| Arbitro: | Marco Bodini (Verona) |

|                               |           |                               |
| Ganga 1’ Favero 22’ Corrò 66’ | Marcatori | 14’ G. Fiorucci 86’ Marinelli |

#### Girone di ritorno
| Arbitro: | Filippo Giaccaglia (Jesi) |

|                                |           |  |
| G. Fiorucci 55’ Spapperi 90+3’ | Marcatori |  |

| Arbitro: | Giulio Bonaldo (Conegliano) |

|  |           |                                                   |
|  | Marcatori | 18’ Spapperi 40’, 81’ Marinelli 90+2’ G. Fiorucci |

| Arbitro: | Matteo Grassi (Arezzo) |

|                                                     |           |  |
| G. Fiorucci 8’, 45’ Saravalle 37’, 86’ Mariotti 77’ | Marcatori |  |

| Arbitro: | Mario Davide Arace (Lugo) |

|               |           |  |
| Filippi 90+1’ | Marcatori |  |

| Santa Sabina, Perugia 15 febbraio 2015, ore 14:30 CET 18ª giornata | Grifo Perugia          | 0 – 0 referto | Bearzi | Stadio comunale Flavio Mariotti\| Arbitro: \| Matteo Centi (Viterbo) \| |
| Arbitro:                                                           | Matteo Centi (Viterbo) |               |        |                                                                         |

| Arbitro: | Laura Ponso (Bassano del Grappa) |

|              |           |                 |
| Cettolin 88’ | Marcatori | 52’ G. Fiorucci |

| Arbitro: | Ilaria Bianchini (Terni) |

|               |           |            |
| Brozzetti 85’ | Marcatori | 17’ Cerina |

| Arbitro: | Francesco Alberti (Imola) |

|  |           |               |
|  | Marcatori | 7’ Bordellini |

| Arbitro: | Claudio Petrella (Viterbo) |

|                |           |                          |
| G. Fiorucci 6’ | Marcatori | 55’, 90+4’ Monterubbiano |

| Arbitro: | Laura Ponso (Bassano del Grappa) |

|  |           |                                          |
|  | Marcatori | 41’ Fiorucci 61’ Brozzetti 86’ Franciosa |

| Arbitro: | Stefano Camilli (Foligno) |

|                                               |           |  |
| Franciosa 35’ Natalizi 60’, 70’ Brozzetti 61’ | Marcatori |  |

| Arbitro: | Raffaele Covili Faggioli (Bologna) |

|            |           |                                 |
| Fusconi 3’ | Marcatori | 67’, 87’ Marinelli 18’ Spapperi |

| Arbitro: | Luca Angelucci (Foligno) |

|                                                  |           |             |
| Marinelli 38’ C. Fiorucci 57’ Hashimoto 62’, 87’ | Marcatori | 71’ Toffolo |

### Coppa Italia
| Arbitro: | Bindella (Pesaro) |

|                                      |           |                               |
| Monterubbiano 35’ Picchiò 90’ (rig.) | Marcatori | 40’ C. Fiorucci 50’ Marinelli |

| Collestrada, Perugia 21 settembre 2014, ore 15:30 CEST Primo turno eliminatorio, gara 12 - Ritorno | Grifo Perugia | 1 – 1 referto     | E.D.P. Jesina | Stadio comunale Giampiero Giansanti |
| \| \| \| \| \| Saravalle 38’ \| Marcatori \| 2t’ Monterubbiano \|                                  |               |                   |               |                                     |
| |               |                   |               |                                     |
| Saravalle 38’                                                                                      | Marcatori     | 2t’ Monterubbiano |               |                                     |

| Arbitro: | Ernesto Pagano (Torre Annunziata) |

|                |           |  |
| Pirone 9’, 76’ | Marcatori |  |

## Statistiche

### Statistiche di squadra
| Competizione | Punti | In casa | In casa | In casa | In casa | In casa | In casa | In trasferta | In trasferta | In trasferta | In trasferta | In trasferta | In trasferta | Totale | Totale | Totale | Totale | Totale | Totale | DR  |
| Competizione | Punti | G       | V       | N       | P       | Gf      | Gs      | G            | V            | N            | P            | Gf           | Gs           | G      | V      | N      | P      | Gf     | Gs     | DR  |
| ------------ | ----- | ------- | ------- | ------- | ------- | ------- | ------- | ------------ | ------------ | ------------ | ------------ | ------------ | ------------ | ------ | ------ | ------ | ------ | ------ | ------ | --- |
| Serie B      | 51    | 13      | 9       | 3       | 1       | 34      | 6       | 13           | 6            | 3            | 4            | 19           | 12           | 26     | 15     | 6      | 5      | 53     | 18     | +35 |
| Coppa Italia | -     | 1       | 0       | 1       | 0       | 1       | 1       | 2            | 0            | 1            | 1            | 2            | 4            | 3      | 0      | 2      | 1      | 3      | 5      | -2  |
| Totale       | -     | 14      | 9       | 4       | 1       | 35      | 7       | 15           | 6            | 4            | 5            | 21           | 16           | 29     | 15     | 8      | 6      | 56     | 23     | +33 |

### Andamento in campionato
| Giornata  | 1 | 2 | 3 | 4 | 5 | 6 | 7 | 8 | 9 | 10 | 11 | 12 | 13 | 14 | 15 | 16 | 17 | 18 | 19 | 20 | 21 | 22 | 23 | 24 | 25 | 26 |
| --------- | - | - | - | - | - | - | - | - | - | -- | -- | -- | -- | -- | -- | -- | -- | -- | -- | -- | -- | -- | -- | -- | -- | -- |
| Luogo     | T | C | T | C | T | C | T | C | T | C  | T  | C  | T  | C  | T  | C  | T  | C  | T  | C  | T  | C  | T  | C  | T  | C  |
| Risultato | V | V | P | V | V | N | N | V | P | V  | N  | V  | P  | V  | V  | V  | P  | N  | N  | N  | V  | P  | V  | V  | V  | V  |
| Posizione |   |   |   |   |   |   |   |   |   |    |    |    |    |    |    |    |    |    |    |    |    |    |    |    | 4  | 3  |

Legenda:

Luogo: C = Casa; T = Trasferta. Risultato: V = Vittoria; N = Pareggio; P = Sconfitta.

### Statistiche delle giocatrici
Presenze e reti fatte e subite.
| Giocatore      | Serie B  | Serie B | Serie B     | Serie B    | Coppa Italia | Coppa Italia | Coppa Italia | Coppa Italia | Totale   | Totale | Totale      | Totale     |
| Giocatore      | Presenze | Reti    | Ammonizioni | Espulsioni | Presenze     | Reti         | Ammonizioni  | Espulsioni   | Presenze | Reti   | Ammonizioni | Espulsioni |
| -------------- | -------- | ------- | ----------- | ---------- | ------------ | ------------ | ------------ | ------------ | -------- | ------ | ----------- | ---------- |
| B. Alessi      | 2        | 0       | 1           | 0          | 1            | 0            | ?            | ?            | 3        | 0      | 1+          | 0+         |
| L. Bianchi     | 4        | 0       | 1           | 0          | 1            | 0            | ?            | ?            | 5        | 0      | 1+          | 0+         |
| M. Bordellini  | 24       | 2       | 6           | 0          | 1            | 0            | ?            | ?            | 25       | 2      | 6+          | 0+         |
| V. Brozzetti   | 23       | 4       | 2           | 0          | 3            | 0            | ?            | ?            | 26       | 4      | 2+          | 0+         |
| S. Bylykbashi  | 6        | 1       | 0           | 0          | -            | -            | -            | -            | 6        | 1      | 0           | 0          |
| L. Ceccarelli  | 18       | 0       | 0           | 0          | 2            | 0            | ?            | ?            | 20       | 0      | 0+          | 0+         |
| E. Cianci      | 4        | 0       | 0           | 0          | -            | -            | -            | -            | 4        | 0      | 0           | 0          |
| F. Cucchiarini | 3        | -2      | 0           | 0          | 0            | 0            | 0            | 0            | 3        | -2     | 0           | 0          |
| A. Ferretti    | 16       | 0       | 0           | 0          | 2            | 0            | ?            | 1            | 18       | 0      | 0+          | 1          |
| C. Fiorucci    | 24       | 3       | 5           | 0          | 3            | 1            | ?            | ?            | 27       | 4      | 5+          | 0+         |
| G. Fiorucci    | 22       | 10      | 0           | 0          | 3            | 0            | ?            | ?            | 25       | 10     | 0+          | 0+         |
| C. Fortunati   | 1        | 0       | 0           | 0          | -            | -            | -            | -            | 1        | 0      | 0           | 0          |
| A. Franciosa   | 6        | 2       | 0           | 0          | -            | -            | -            | -            | 6        | 2      | 0           | 0          |
| F. Giovannucci | 1        | 0       | 0           | 0          | 1            | 0            | 0            | 0            | 2        | 0      | 0           | 0          |
| K. Hashimoto   | 9        | 2       | 0           | 0          | -            | -            | -            | -            | 9        | 2      | 0           | 0          |
| G. Marinelli   | 20       | 12      | 4           | 0          | 1            | 1            | ?            | ?            | 21       | 13     | 4+          | 0+         |
| E. Mariotti    | 12       | 1       | 0           | 0          | 1            | 0            | ?            | ?            | 13       | 1      | 0+          | 0+         |
| M. Marroccoli  | 0        | 0       | 0           | 0          | 1            | -2           | ?            | ?            | 1        | -2     | 0+          | 0+         |
| N. Monetini    | 16       | 0       | 0           | 0          | 2            | 0            | ?            | ?            | 18       | 0      | 0+          | 0+         |
| E. Monsignori  | 23       | -16     | 0           | 0          | 2            | -3           | ?            | ?            | 25       | -19    | 0+          | 0+         |
| L. D. Montero  | 14       | 1       | 3           | 0          | 2            | 0            | ?            | ?            | 16       | 1      | 3+          | 0+         |
| E. Narcisi     | 19       | 1       | 1           | 0          | 3            | 0            | ?            | ?            | 22       | 1      | 1+          | 0+         |
| R. Natalizi    | 21       | 3       | 1           | 1          | 3            | 0            | ?            | ?            | 24       | 3      | 1+          | 1+         |
| S. Pellegrino  | 16       | 1       | 1           | 0          | 3            | 0            | ?            | ?            | 19       | 1      | 1+          | 0+         |
| T. Rangana     | 2        | 0       | 0           | 0          | -            | -            | -            | -            | 2        | 0      | 0           | 0          |
| N. Ricci       | 9        | 0       | 0           | 1          | 3            | 0            | ?            | ?            | 12       | 0      | 0+          | 1+         |
| M. Rosmini     | 3        | 0       | 0           | 0          | -            | -            | -            | -            | 3        | 0      | 0           | 0          |
| C. Saravalle   | 22       | 6       | 7           | 1          | 2            | 1            | ?            | ?            | 24       | 7      | 7+          | 1+         |
| S. Spapperi    | 17       | 4       | 4           | 0          | 1            | 0            | ?            | ?            | 18       | 4      | 4+          | 0+         |
| E. Vinciarelli | 3        | 0       | 0           | 0          | 0            | 0            | ?            | ?            | 3        | 0      | 0+          | 0+         |